# Say My Name (Destiny's Child)
Say My Name is een nummer van de Amerikaanse meidengroep Destiny's Child uit 2001. Het is de derde single van hun tweede studioalbum The Writing's on the Wall.
Het nummer werd vooral in de westerse wereld een hit. In de Amerikaanse Billboard Hot 100 pakte het de nummer 1-positie. In de Nederlandse Top 40 haalde "Say My Name" de 4e positie, en in de Vlaamse Ultratop 50 de 19e.
In 2020, 20 jaar na het uitbrengen van het origineel, brachten het Vlaamse dj-duo Dimitri Vegas & Like Mike en de Kosovaars-Albanese dj Regard een houseversie van het nummer uit. Deze versie bereikte de 29e positie in de Vlaamse Ultratop 50. In Nederland bereikte de cover de eerste positie in de Tipparade, waarmee het net buiten de Top 40 viel.